# Veli Vodnjak
Veli Vodnjak (Veli Vonjok) to wyspa na Adriatyku, położona 10 km na zachód od miasta Hvar. Długość linii brzegowej wynosi 2 682 m, a powierzchnia 25,27 ha. Najwyższy punkt wyspy wznosi się 44 m n.p.m. Na południowym cyplu Klobuk jest latarnia morska (sygnał B Bl 6s). Wyspa należy do archipelagu wysp Paklińskich.